# Wanaque
Wanaque är en kommun (borough) i Passaic County i New Jersey. Vid 2010 års folkräkning hade Wanaque 11 116 invånare.